# انتخابات الرئاسة الموريتانية 2003
انتخابات الرئاسة الموريتانية 2003 هي الانتخابات الرئاسية التي جرت في 7 نوفمبر 2003، في موريتانيا، لانتخاب رئيس موريتانيا، فاز بالانتخابات معاوية ولد سيدي أحمد الطايع.